# حكومة مقاطعة أوهايو

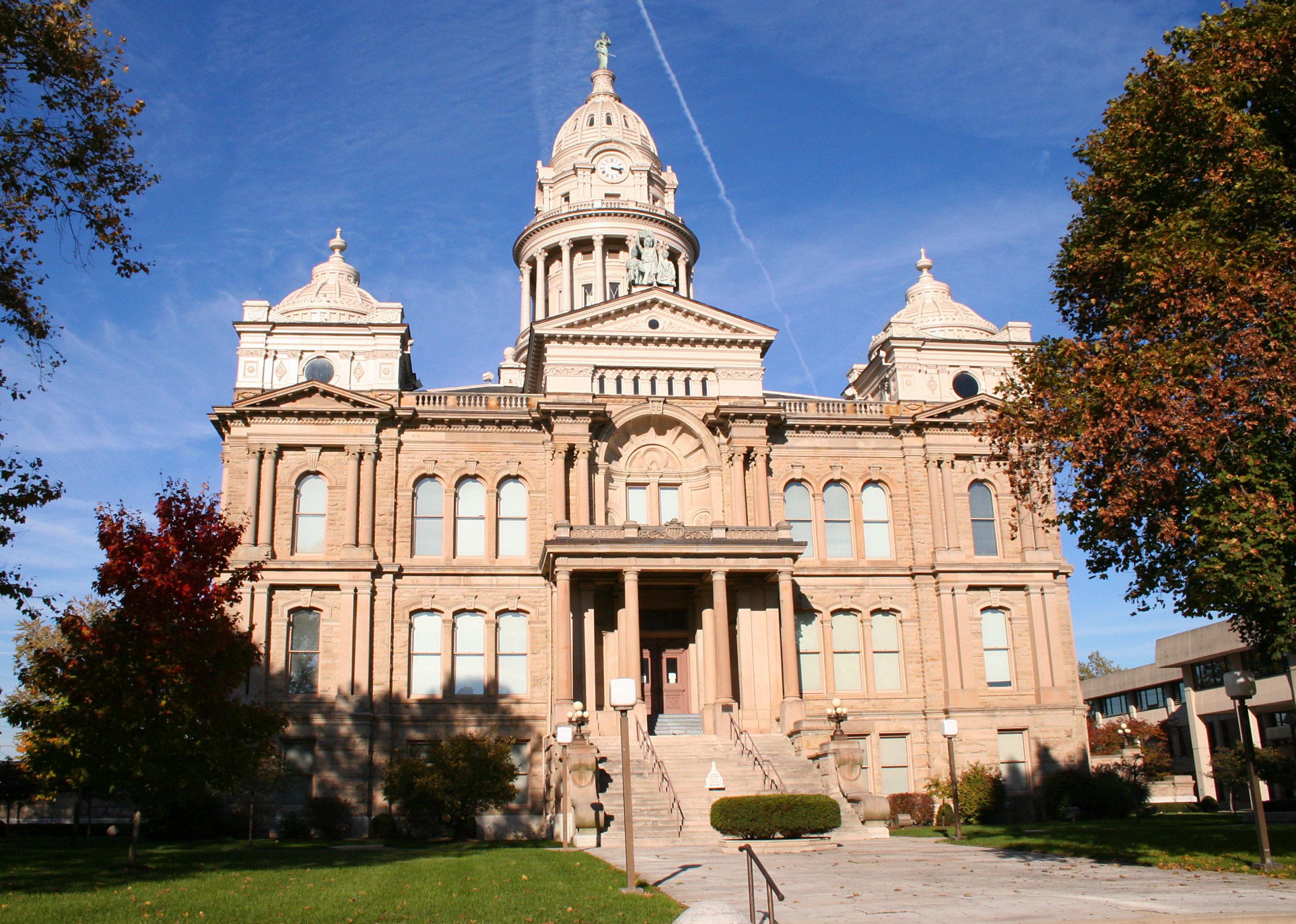
محكمة مقاطعة ميامي في تروي

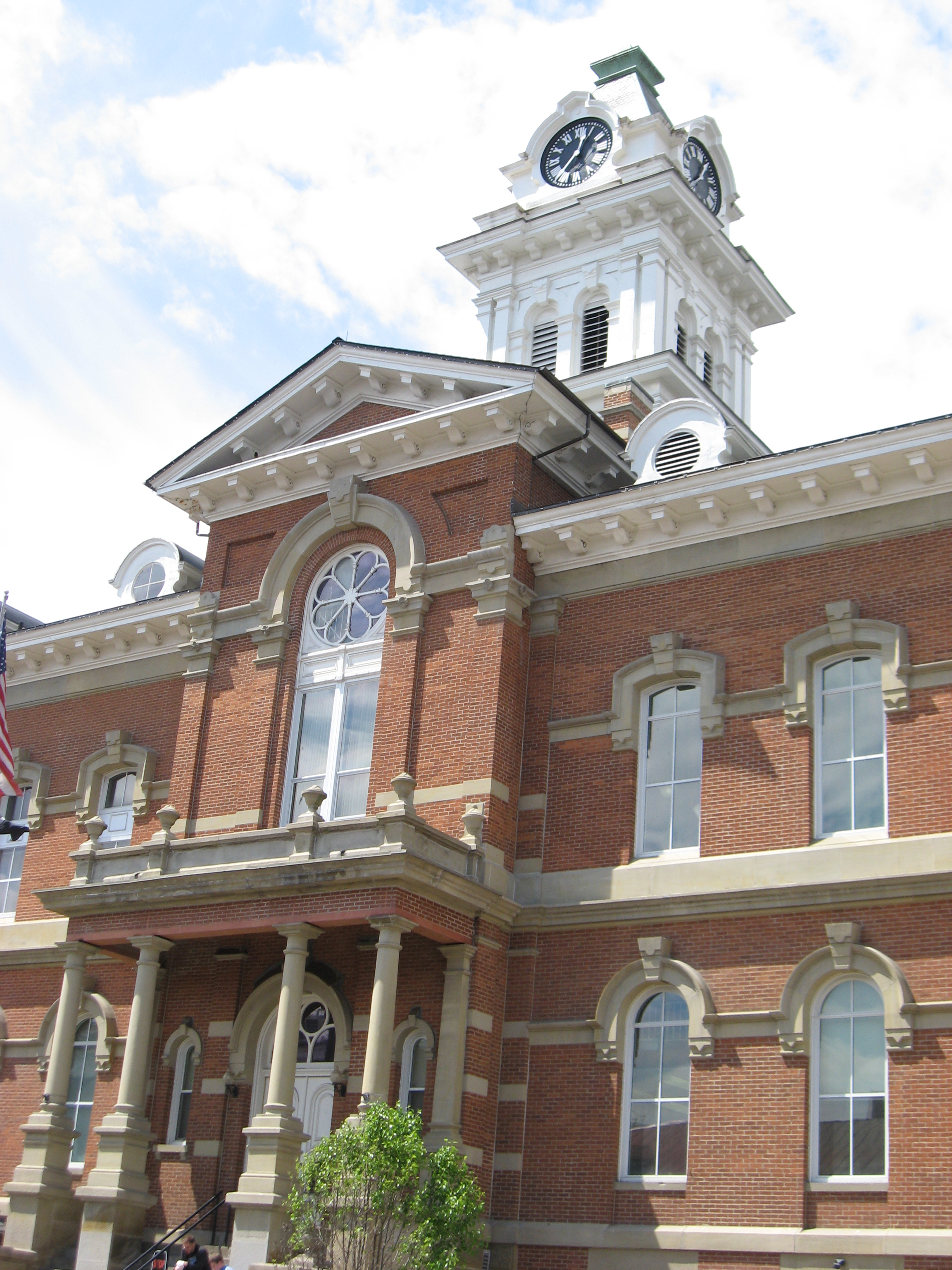
محكمة مقاطعة أثينا في أثينا

حكومة مقاطعة أوهايو هي هيكل الهيئات الإدارية والقانونية الرسمية لمقاطعات أوهايو، بالولايات المتحدة الأمريكية. تتميز الحكومة بتنظيم واسع وتوزيع للسلطة. والإطار الأساسي لتشكيلها لم يتغير منذ القرن التاسع عشر. يسمح دستور أوهايو للمقاطعات بتشكيل حكومة مستأجرة كما تفعل العديد من المدن والقرى، لكن مقاطعتا ساميت وكوياوغا فقط هي التي نفذت ذلك. لا تمتلك المقاطعات التي تعمل في ظل حكومة دستورية سلطات الحكم الذاتي ويمكنها فقط ما تم تفويضه صراحةً من قبل الجمعية العامة لأوهايو. ومع ذلك، فإن المادة العاشرة من دستور أوهايو تمنح حكومة المقاطعة مزايا مماثلة لتلك الممنوحة للمدن والقرى بموجب تعديلات القواعد الداخلية لعام 1912.

## المسؤولون
هناك ستة وثمانون من مقاطعات أوهايو البالغ عددها 88 مقاطعة (جميعها باستثناء ساميت منذ 1981 وكاياهوغا منذ 2011) لديها مسؤولين منتخبين على النحو المنصوص عليه في القانون، وهم:
- ثلاثة مفوضي المقاطعة (أو مجلس المفوضين): ومهمتهم مراقبة الميزانية؛ والموافقة على تقسيم المناطق، وكذلك الموافقة على الضم للمدن والقرى. إضافة إلى وضع السياسة العامة؛ وهم يشرفون على الإدارات الخاضعة لسيطرتهم
- مدقق حسابات المقاطعة : ومهمته تقيم الممتلكات لفرض الضرائب؛ وإصدار التراخيص مثل تراخيص تربية الكلاب، والسجائر؛ وكذلك إصدار التراخيص لتجار التجزئة لأغراض ضريبة المبيعات؛ كما يشرف على فحص الموازين ومضخات الوقود وما إلى ذلك، المستخدمة في التجارة للتأكد من دقتها؛ ويحتفظ بسجلات محاسبة المقاطعة ويصدر التقارير المالية السنوية
- كاتب محكمة المقاطعة للدعاوى العامة : ومن مهامه الاحتفاظ بطلبات الدعاوى القضائية وأوامر محكمة المقاطعة، ويحتفظ بسجلات عناوين المركبات ذات المحركات
- قاضي المقاطعة : يحدد أسباب الوفاة في بعض الحالات؛ وهو الشخص الوحيد الذي لديه سلطة القبض على العمدة (الشريف).
- مهندس المقاطعة: يقوم بصيانة طرق المقاطعات وخرائط الأرض
- المدعي العام : ومهمته التحقيق في الجنايات، وهو المستشار القانوني لجميع المسؤولين والإدارات الأخرى بالمقاطعة
- مُسجل المقاطعة : يحتفظ بجميع سجلات الأراضي، بما في ذلك السندات والمسوح والرهون العقارية وحقوق الارتفاق والامتيازات
- أمين صندوق المقاطعة : يجمع الضرائب، ويستثمر أموال المقاطعة، ويوفر الإشراف المالي للبلديات والمناطق التعليمية في المقاطعة
- عمدة المقاطعة : كبير مسؤولي إنفاذ القانون، ويدير سجن المقاطعة، يعمل كضابط في المحاكم المحلية (نقل السجناء، تقديم مذكرات الاستدعاء، العمل كمحضر، إلخ.)

يجري انتخاب كل هؤلاء المسؤولين لمدة أربع سنوات في نوفمبر من السنوات الزوجية بعد ترشيحهم في الانتخابات التمهيدية الحزبية. يُنتخب المفوض ومدقق الحسابات في نفس العام الذي يتم فيه انتخاب المحافظ في دورة واحدة؛ يُنتخب المفوضين الآخرين والمسؤولين الآخرين في نفس عام انتخاب رئيس الولايات المتحدة. يبدأ الكاتب والطبيب الشرعي والمهندس والمدعي العام والمسجل والعمدة فترات عملهم في أول يوم اثنين من شهر يناير. تبدأ فترة مدقق الحسابات في ثاني يوم اثنين من شهر مارس. تبدأ فترة عمل أمين الصندوق في أول يوم اثنين من شهر سبتمبر. المفوض الذي يُنتخب مع الحاكم يبدأ ولايته في 1 يناير. أما المقعدين الآخرين فتبدأ فترة أحدهما في 2 يناير والثاني في 3 يناير.

### متطلبات الخدمة
يجوز لأي مواطن من ولاية أوهايو والولايات المتحدة يبلغ من العمر 18 عامًا أو أكثر ويعيش في المقاطعة الترشح لمنصب مفوض أو مدقق حسابات أو أمين صندوق أو كاتب محاكم أو مسجل. المناصب الأخرى لديها متطلبات إضافية محددة: يجب أن يكون المرشحون لمنصب المدعي العام حاملين لترخيص لممارسة القانون؛ يجب أن يكون المرشحون لمنصب الطبيب الشرعي حاصلين على ترخيص لممارسة الطب لمدة عامين؛ يجب أن يكون المرشحون لمنصب مهندس مساحين ومهندسين مُرخصين؛ يجب أن يكون المرشحون لشغل منصب العمدة إما حاصلين على شهادة جامعية لمدة عامين أو خمس سنوات من الخبرة الإشرافية في تطبيق القانون.

### المناصب الشاغرة
إذا كان هناك منصبًا شاغرًا، فيجري ملؤه من قِبل اللجنة المركزية للمقاطعة للحزب السياسي الذي ينتمي إليه المسؤول السابق، أي يُعين الجمهوريون شخصًا ما في منصب يشغله الجمهوري والديمقراطيون في منصب يشغله ديمقراطي. إذا أصبح أحد المناصب شاغرًا قبل انتخابات نوفمبر في السنة ذات الأرقام الزوجية في منتصف المدة، فيجب على المُعيَّن إجراء انتخابات خاصة للفترة المتبقية. إذا أصبح المنصب شاغرًا بعد ذلك، يكون التعيين مؤقتًا لما تبقى من المدة.

### مجلس مفوضي المقاطعة
مجلس مفوضي المقاطعة هو الفرع التنفيذي والتشريعي المشترك لحكومة المقاطعة ولكن نظرًا لأن سيطرتهم على المسؤولين المنتخبين بشكل مستقل محدودة، فلا يوجد فعليًا تنفيذي حقيقي. على الرغم من أن المفوضين يتلقون راتبًا بدوام كامل، إلا أن معظم المفوضين لديهم وظائف بدوام كامل، لذا فإن العديد من المجالس توظف مسؤولًا في المقاطعة للإشراف على الشؤون اليومية للمقاطعة. يستخدم مجلس الإدارة أيضًا كاتبًا لتسجيل إجراءاته إذا كان من الضروري وجود كاتب متفرغ، وإلا فإن المدقق هو كاتب بحكم منصبه. ويجري تعيين أحد أعضاء مجلس الإدارة رئيساً للمجلس.
غالبًا ما يُنشئ مجلس المفوضين العديد من الإدارات التابعة للتعامل مع خدمات محددة. وهذه تختلف من مقاطعة إلى أخرى؛ ومن بين أكثر الإدارات شيوعًا أقسام البناء وتقسيم المناطق، والصحة، والتنمية الاقتصادية، وخدمة المياه والصرف الصحي، وإدارة الطوارئ.

### مجلس التعليم
يوجد أيضًا مركز خدمة تعليمية للمقاطعة (يُعرف سابقًا باسم مجلس التعليم بالمقاطعة) يرأسه مجلس تعليمي، يتكون عادةً من خمسة أعضاء، يجري انتخابهم لفترات متداخلة مدتها أربع سنوات في انتخابات غير حزبية في السنوات الفردية. يقوم المركز بتوفير الخدمات التعليمية الفردية في المقاطعة ويمارس بعض السيطرة المحدودة على فئة المناطق التعليمية المعروفة باسم «مناطق المدارس المحلية». («المناطق التعليمية بالمدينة» و«المناطق التعليمية القروية المعفاة» خالية من أي رقابة من قبل مجلس المحافظة.) قامت بعض المقاطعات بدمج مراكز الخدمات التعليمية الخاصة بها مع المقاطعات الأخرى. يوجد في المقاطعات أيضًا مجلس للتخلف العقلي وإعاقات النمو لتعليم الأطفال المعوقين. يجري تعيين أعضاء مجلس الإدارة.

## الانتخابات
تدار الانتخابات في كل مقاطعة من قِبل مجلس انتخابات مكون من أربعة أعضاء يتألف من عضوين جمهوريين واثنين من الديمقراطيين يعينهم وزير خارجية ولاية أوهايو بناءً على توصية من كل حزب في المقاطعة. يوظف المجلس مديرًا يجب أن يكون من الحزب السياسي المعارض لرئيس مجلس الانتخابات ونائبًا للمدير يجب أن يكون من الحزب السياسي لرئيس مجلس الإدارة.

## محاكم المقاطعات
يوجد في كل مقاطعة محكمة استئناف عامة، وهي المحكمة الابتدائية للجنايات وبعض القضايا المدنية المهمة. في العديد من المقاطعات توجد أيضًا محاكم بلدية تعمل في منطقة محددة وتتعامل مع الجنح مثل تذاكر المرور والمسائل المدنية الأصغر. يوجد في بعض المقاطعات أيضًا واحدة أو أكثر من محاكم المقاطعات، والتي تتعامل مع نفس القضايا التي تتعامل معها المحكمة البلدية ولكنها تحدث خارج نطاق اختصاص المحكمة البلدية. في المقاطعات ذات الكثافة السكانية العالية، يمكن تقسيم الولاية القضائية لمحكمة الاستئناف العامة إلى عدة أقسام محددة، بما في ذلك محكمة الوصايا (التي تتعامل مع الوصايا والتبني وإصدار تراخيص الزواج) أو محكمة الأحداث أو محكمة العلاقات الأسرية. يُنتخب جميع القضاة في ولاية أوهايو لمدة ست سنوات في انتخابات غير حزبية بعد ترشيحهم في الانتخابات التمهيدية الحزبية. حيث يُنتخب قضاة المقاطعات في السنوات الزوجية، بينما يُنتخاب قضاة المحاكم البلدية في السنوات الفردية.

## روابط خارجية
- جمعية مفوضي مقاطعة أوهايو
- جمعية منسقي السيطرة على الخسائر في مقاطعة أوهايو
- رابطة أمناء مقاطعة أوهايو
- رابطة ولاية أوهايو كورونرز
- جمعية مسجلات أوهايو
- جمعية عمداء ولاية باكاي
- رابطة كتبة المحكمة في ولاية أوهايو
- جمعية مهندسي مقاطعة أوهايو
- جمعية مراجعي مقاطعة أوهايو
- جمعية محامي الادعاء في ولاية أوهايو
- جمعية مركز الخدمات التعليمية في ولاية أوهايو